# Teatro delle Vittorie
Il Teatro delle Vittorie è un teatro di posa sito in Roma, in via Col di Lana 20, nel quartiere Della Vittoria, di proprietà della Rai dai tardi anni cinquanta e successivamente adibito a studio televisivo a partire dal 1961.
Vi si sono realizzate molteplici tra le più importanti e popolari trasmissioni della storia della televisione italiana. Attualmente (st. 2024-2025), ospita il set del programma dell'access prime time di Rai 1 Affari tuoi.

## Storia
Il teatro nacque durante il periodo della seconda guerra mondiale ed era principalmente destinato a spettacoli di varietà e rivista. Alcune ricostruzioni accreditano l'inaugurazione ufficiale in data 5 gennaio 1944, da parte della compagnia teatrale di Totò e Anna Magnani. A confermare tale avvenimento, seppur in modo impreciso, sarà lo stesso Totò, in qualità di ospite della puntata di Studio Uno (trasmesso, per l'appunto, dal Delle Vittorie) del 27 febbraio 1965, dichiarando: ''Questo teatro fu inaugurato da me, durante la guerra, con la Compagnia Totò-Anna Magnani''.
Tra la fine degli anni cinquanta e gli inizi degli anni sessanta, in vista di un imminente fallimento, il proprietario dell'epoca decise di cedere l'edificio, il quale fu acquistato dalla Rai e trasformato in un teatro di posa per uso televisivo. Prima di questa conversione, l'ultima compagnia ad esibirsi fu quella di Erminio Macario.
A suggerire l'acquisto del teatro fu il presentatore Pippo Baudo, che si mosse personalmente per intercedere tra la precedente gestione e i vertici della televisione pubblica, poiché riteneva la struttura ideale per le esigenze dell'azienda, nonché geograficamente strategica, in quanto posizionata nelle imminenti vicinanze della sede centrale di viale Mazzini e del centro di produzione di via Teulada.
Il teatro venne quindi nuovamente tenuto a battesimo, questa volta sul piccolo schermo, il 10 ottobre 1961, giorno in cui ebbe luogo il debutto della quarta edizione di Canzonissima. A precedere l'esordio del programma ci fu infatti una cerimonia inaugurale di pochi minuti, nella quale fu Renato Tagliani ad illustrare ai telespettatori del Programma Nazionale (l'attuale Rai 1) le caratteristiche del teatro appena restaurato e convertito alla produzione televisiva.
Il Delle Vittorie ottiene particolare prestigio e rilevanza tra gli anni sessanta e novanta, quando viene utilizzato per prime serate di punta e specialmente per i celebri varietà del sabato sera della prima rete Rai: oltre al sopracitato Canzonissima (qui realizzato dal 1961 al 1963 e dal 1968 al 1975), si ricordano Teatro 10 (1964, 1971-1972), Studio Uno (1965-1966), Milleluci (1974), Fantastico (per otto edizioni consecutive, dal 1984 al 1992, e nuovamente nella stagione 1997-1998), Scommettiamo che...? (per le prime sette edizioni, dal 1991 al 1996 e dal 1999 al 2000), Stasera pago io - Revolution (2004). 
A partire dalla seconda metà degli anni duemila, il teatro è stato progressivamente relegato a produzioni minori, programmi appartenenti alla fascia del day-time e in particolare di genere game show in onda in access prime time, come Affari tuoi e Soliti ignoti. Dal 2012 è ripartito in differenti spazi e altrettanti set (di cui uno ricavato nello spazio sottostante la galleria, non più utilizzata in quanto non conforme alle norme di sicurezza vigenti), al fine di produrre più trasmissioni in contemporanea.
In questo stesso teatro, il 18 e il 19 agosto 2025, è stata allestita la camera ardente aperta al pubblico del conduttore Pippo Baudo, spentosi la sera di sabato 16 agosto 2025. In tale occasione è si è parlato di intitolare il teatro allo storico presentatore scomparso.

## Programmi realizzati
Le sottostanti tabelle, suddivise in decenni, sono approssimative e in costante aggiornamento:

### Anni '60
| Programma realizzato            | Emittente           | Messa in onda     | Messa in onda     | Conduzione principale | Note        |
| Programma realizzato            | Emittente           | Inizio            | Fine              | Conduzione principale | Note        |
| ------------------------------- | ------------------- | ----------------- | ----------------- | --- | ----------- |
| Canzonissima                    | Programma Nazionale | 10 ottobre 1961   | 26 dicembre 1961  | Sandra Mondaini, Paolo Poli, Toni Ucci, Carletto Sposito, Tino Buazzelli, Alberto Bonucci, Enzo Garinei                                       | [ 5 ] [ 6 ] |
| Carosone racconta               | Secondo Programma   | 17 aprile 1962    | 17 aprile 1962    | Renato Carosone |             |
| Nata per la musica              | Secondo Programma   | 21 ottobre 1962   | 16 dicembre 1962  | Caterina Valente |             |
| Gran Premio                     | Programma Nazionale | 21 novembre 1963  | 6 gennaio 1964    | Lina Volonghi | [ 7 ]       |
| Giorgio Dandin                  | Programma Nazionale | 6 settembre 1964  | 6 settembre 1964  | - | [ 8 ]       |
| I migliori sono così            | Programma Nazionale | 13 settembre 1964 | 13 settembre 1964 | - | [ 8 ]       |
| A Coperchia è caduta una stella | Programma Nazionale | 20 settembre 1964 | 20 settembre 1964 | - | [ 8 ]       |
| Teatro 10                       | Programma Nazionale | 26 settembre 1964 | 17 ottobre 1964   | Lelio Luttazzi | [ 9 ]       |
| Omaggio a Plauto                | Programma Nazionale | 27 settembre 1964 | 27 settembre 1964 | - | [ 8 ]       |
| Miseria bella                   | Programma Nazionale | 27 settembre 1964 | 27 settembre 1964 | - | [ 8 ]       |
| Napoli contro tutti             | Programma Nazionale | 30 settembre 1964 | 6 gennaio 1965    | Nino Taranto, Françoise Prevost, Nadia Gray                                                                                                   |             |
| Studio Uno                      | Programma Nazionale | 13 febbraio 1965  | 1º maggio 1965    | Mina, Luciano Salce, Lelio Luttazzi, Paolo Panelli, Gemelle Kessler, Milly                                                                    | [ 10 ]      |
| La prova del nove               | Programma Nazionale | 29 settembre 1965 | 6 gennaio 1966    | Corrado |             |
| Studio Uno                      | Programma Nazionale | 12 febbraio 1966  | 25 giugno 1966    | Lelio Luttazzi, Sandra Milo, Luciano Salce, Ornella Vanoni, Rita Pavone, Gemelle Kessler, Mina, Romolo Valli, Franca Valeri, Caterina Caselli | [ 5 ]       |
| Scala reale                     | Programma Nazionale | 24 settembre 1966 | 6 gennaio 1967    | Peppino De Filippo |             |
| Il tappabuchi                   | Programma Nazionale | 4 febbraio 1967   | 26 marzo 1967     | Corrado, Raimondo Vianello |             |
| Partitissima                    | Programma Nazionale | 23 settembre 1967 | 6 gennaio 1968    | Alberto Lupo |             |
| Su e giù                        | Programma Nazionale | 8 febbraio 1968   | 12 giugno 1968    | Corrado |             |
| Canzonissima                    | Programma Nazionale | 28 settembre 1968 | 6 gennaio 1969    | Mina, Walter Chiari, Paolo Panelli | [ 11 ]      |
| A che gioco giochiamo?          | Programma Nazionale | 27 febbraio 1969  | 5 giugno 1969     | Corrado |             |
| Canzonissima                    | Programma Nazionale | 27 settembre 1969 | 6 gennaio 1970    | Johnny Dorelli, Gemelle Kessler, Raimondo Vianello                                                                                            | [ 12 ]      |

### Anni '70
| Titolo                                                         | Emittente           | Messa in onda    | Messa in onda     | Genere            | Conduzione / Interpreti | Puntate | Regia                     | Note                                                   |
| Titolo                                                         | Emittente           | Inizio           | Fine              | Genere            | Conduzione / Interpreti | Puntate | Regia                     | Note                                                   |
| -------------------------------------------------------------- | ------------------- | ---------------- | ----------------- | ----------------- | --- | ------- | ------------------------- | ------------------------------------------------------ |
| Rischiatutto                                                   | Secondo Programma   | 5 febbraio 1970  | 30 luglio 1970    | quiz              | Mike Bongiorno | 26      | Piero Turchetti           | 1ª edizione                                            |
| Canzonissima                                                   | Programma Nazionale | 10 ottobre 1970  | 6 gennaio 1971    | varietà, musicale | Corrado, Raffaella Carrà | 13      | Romolo Siena              | 8ª edizione                                            |
| Teatro 10                                                      | Programma Nazionale | 13 marzo 1971    | 1º maggio 1971    | varietà, musicale | Alberto Lupo | 7       | Antonello Falqui          | 2ª edizione                                            |
| Ciao Rita                                                      | Programma Nazionale | 28 agosto 1971   | 25 settembre 1971 | varietà, musicale | Rita Pavone | 4       | Romolo Siena              |                                                        |
| Canzonissima                                                   | Programma Nazionale | 9 ottobre 1971   | 6 gennaio 1972    | varietà, musicale | Corrado, Raffaella Carrà | 13      | Eros Macchi               | 9ª edizione                                            |
| Teatro 10                                                      | Programma Nazionale | 11 marzo 1972    | 14 maggio 1972    | varietà, musicale | Alberto Lupo, Mina | 8       | Antonello Falqui          | 3ª edizione                                            |
| Teatro 11                                                      | Secondo Programma   | 18 maggio 1972   | 18 maggio 1972    | varietà, commedia | Franco Franchi, Loretta Goggi | 1       | Enzo Trapani              |                                                        |
| Amabile Fred                                                   | Secondo Programma   | 16 luglio 1972   | 30 luglio 1972    | musicale          | Fred Bongusto | 3       | Fernanda Turvani          |                                                        |
| Canzonissima                                                   | Programma Nazionale | 7 ottobre 1972   | 6 gennaio 1973    | varietà, musicale | Pippo Baudo, Loretta Goggi | 13      | Romolo Siena              | 10ª edizione                                           |
| Hai visto mai?                                                 | Programma Nazionale | 17 marzo 1973    | 12 maggio 1973    | varietà, commedia | Gino Bramieri, Lola Falana | 8       | Enzo Trapani              |                                                        |
| Serata al Gatto Nero                                           | Programma Nazionale | 23 giugno 1973   | 24 giugno 1973    | sceneggiato       | non presente | 2       | Mario Landi               |                                                        |
| Canzonissima                                                   | Programma Nazionale | 7 ottobre 1973   | 6 gennaio 1974    | varietà, musicale | Pippo Baudo, Mita Medici | 13      | Romolo Siena              | 11ª edizione                                           |
| Milleluci                                                      | Programma Nazionale | 16 marzo 1974    | 11 maggio 1974    | varietà           | Mina, Raffaella Carrà | 8       | Antonello Falqui          |                                                        |
| Canzonissima                                                   | Programma Nazionale | 6 ottobre 1974   | 6 gennaio 1975    | varietà, musicale | Raffaella Carrà, Cochi e Renato, Mike Bongiorno                                                                                       | 13      | Eros Macchi               | 12ª edizione                                           |
| Punto e basta                                                  | Programma Nazionale | 26 aprile 1975   | 14 giugno 1975    | varietà           | Gino Bramieri, Sylvie Vartan | 8       | Eros Macchi, Romolo Siena |                                                        |
| La compagnia stabile della canzone con variété e comica finale | Programma Nazionale | 6 settembre 1975 | 11 ottobre 1975   | varietà, musicale | Christian De Sica, Mia Martini, Riccardo Cocciante, Gino Paoli, Gigliola Cinquetti, Gianni Nazzaro, Renato Rascel, Giuditta Saltarini | 5       | Enzo Trapani              |                                                        |
| (di nuovo) Tante scuse                                         |                     | 13 dicembre 1975 | 31 gennaio 1976   | varietà, commedia | Raimondo Vianello, Sandra Mondaini | 8       | Romolo Siena              |                                                        |
| L'amico della notte                                            | Rete 1              | 29 gennaio 1977  | 26 febbraio 1977  | musicale          | Gigliola Cinquetti | 5       | Enzo Trapani              |                                                        |
| Bambole non c'è una lira                                       | Rete 1              | 16 aprile 1977   | 21 maggio 1977    | varietà, musicale | Pippo Franco, Loredana Bertè, Christian De Sica, Isabella Biagini, Leopoldo Mastelloni, Tino Scotti, Gianrico Tedeschi, Gianni Agus   | 6       | Antonello Falqui          |                                                        |
| La spintarella                                                 | Rete 2              | 1º novembre 1977 | 26 novembre 1977  | game show         | Mario Carotenuto | 20      | Enzo Dell'Aquila          | Trasmesso all'interno del contenitore Buonasera con... |
| Due come noi                                                   | Rete 1              | 20 gennaio 1979  | 10 febbraio 1979  | varietà           | Pino Caruso, Ornella Vanoni | 4       | Antonello Falqui          |                                                        |
| Luna Park                                                      | Rete 1              | 24 marzo 1979    | 19 maggio 1979    | varietà           | Pippo Baudo | 8       | Eros Macchi               |                                                        |
| Così per caso                                                  | Rete 2              | 10 giugno 1979   | 1° luglio 1979    | varietà           | Don Lurio, Cecilia Buonocore | 4       | Paolo Poeti               |                                                        |

### Anni '80
| Programma realizzato                      | Rete   | Messa in onda     | Messa in onda     | Conduzione principale                                    | Note   |
| Programma realizzato                      | Rete   | Inizio            | Fine              | Conduzione principale                                    | Note   |
| ----------------------------------------- | ------ | ----------------- | ----------------- | -------------------------------------------------------- | ------ |
| Giochiamo al varieté                      | Rete 1 | 12 gennaio 1980   | 2 febbraio 1980   | Pippo Franco, Carlo Giuffré, Lando Buzzanca, Gianni Agus |        |
| Studio '80                                | Rete 1 | 12 aprile 1980    | 24 maggio 1980    | Christian De Sica                                        |        |
| Stasera niente di nuovo                   | Rete 1 | 24 gennaio 1981   | 21 marzo 1981     | Raimondo Vianello e Sandra Mondaini                      |        |
| Gran Canal                                | Rete 2 | 27 marzo 1981     | 29 maggio 1981    | Corrado                                                  |        |
| Attore, amore mio                         | Rete 1 | 2 gennaio 1982    | 23 gennaio 1982   | Gigi Proietti                                            |        |
| Come Alice                                | Rete 1 | 6 marzo 1982      |                   |                                                          |        |
| Due di tutto                              | Rete 2 | 12 dicembre 1982  | 16 gennaio 1983   | Daniele Piombi                                           |        |
| Al Paradise                               | Rete 1 | 12 febbraio 1983  | 30 aprile 1983    | Oreste Lionello                                          | [ 9 ]  |
| Al Paradise                               | Rai 1  | 11 febbraio 1984  | 23 giugno 1984    | Oreste Lionello                                          | [ 14 ] |
| Fantastico 5                              | Rai 1  | 6 ottobre 1984    | 5 gennaio 1985    | Pippo Baudo                                              |        |
| Passione mia                              | Rai 1  | 29 marzo 1985     | 10 maggio 1985    | Monica Vitti, Nanni Loy                                  |        |
| Speciale Passione mia                     | Rai 1  | 25 giugno 1985    | 25 giugno 1985    | Monica Vitti, Nanni Loy                                  |        |
| Fantastico 6                              | Rai 1  | 5 ottobre 1985    | 6 gennaio 1986    | Pippo Baudo                                              |        |
| Speciale Fantastico                       | Rai 1  | 31 dicembre 1985  | 31 dicembre 1985  | Pippo Baudo                                              |        |
| Fantastico 7                              | Rai 1  | 4 ottobre 1986    | 6 gennaio 1987    | Pippo Baudo                                              |        |
| Trent'anni della nostra storia            | Rai 1  | 30 ottobre 1986   | 25 dicembre 1986  | Paolo Frajese                                            |        |
| Ottantasei                                | Rai 1  | 7 ottobre 1986    | 23 dicembre 1986  | Pippo Baudo                                              |        |
| Speciale Fantastico                       | Rai 1  | 31 dicembre 1986  | 31 dicembre 1986  | Pippo Baudo                                              |        |
| Notte Rock - The World Music Video Awards | Rai 1  | 10 gennaio 1987   | 10 gennaio 1987   |                                                          |        |
| Canzonissime                              | Rai 1  | 25 aprile 1987    | 25 luglio 1987    | Loretta Goggi                                            |        |
| Fantastico 8                              | Rai 1  | 3 ottobre 1987    | 6 gennaio 1988    | Adriano Celentano                                        |        |
| Buona fortuna (1ª edizione)               | Rai 1  | 6 febbraio 1988   | 2 luglio 1988     | Elisabetta Gardini                                       |        |
| Europa Europa (1ª edizione)               | Rai 1  | 5 marzo 1988      | 18 giugno 1988    | Fabrizio Frizzi, Elisabetta Gardini                      |        |
| Fantastico 9                              | Rai 1  | 1 ottobre 1988    | 6 gennaio 1989    | Enrico Montesano                                         |        |
| Stasera Lino                              | Rai 1  | 14 gennaio 1989   | 26 febbraio 1989  | Lino Banfi                                               |        |
| Atleta d'oro 1988                         | Rai 1  | 14 febbraio 1989  | 14 febbraio 1989  |                                                          |        |
| Europa Europa (2ª edizione)               | Rai 1  | 4 marzo 1989      | 6 maggio 1989     | Fabrizio Frizzi, Elisabetta Gardini                      |        |
| Buona fortuna (2ª edizione)               | Rai 1  | 11 marzo 1989     | 24 giugno 1989    | Claudio Lippi                                            |        |
| Europa Europa Special                     | Rai 1  | 13 maggio 1989    | 13 maggio 1989    | Fabrizio Frizzi, Elisabetta Gardini                      |        |
| 34º David di Donatello                    | Rai 1  | 3 giugno 1989     | 3 giugno 1989     | Gabriella Carlucci, Enrico Montesano                     |        |
| Olympus - Un lancio nel futuro            | Rai 1  | 4 luglio 1989     | 4 luglio 1989     | -                                                        |        |
| Anteprima di Fantastico 10                | Rai 1  | 30 settembre 1989 | 30 settembre 1989 | Massimo Ranieri                                          |        |
| Fantastico 10                             | Rai 1  | 7 ottobre 1989    | 6 gennaio 1990    | Massimo Ranieri                                          |        |

### Anni '90
| Programma realizzato                            | Rete  | Messa in onda     | Messa in onda     | Conduzione principale               | Note   |
| Programma realizzato                            | Rete  | Inizio            | Fine              | Conduzione principale               | Note   |
| ----------------------------------------------- | ----- | ----------------- | ----------------- | ----------------------------------- | ------ |
| Il caso Sanremo                                 | Rai 1 | 27 gennaio 1990   | 24 febbraio 1990  | Renzo Arbore, Lino Banfi            |        |
| Europa Europa                                   | Rai 1 | 10 marzo 1990     | 12 maggio 1990    | Fabrizio Frizzi, Elisabetta Gardini | [ 10 ] |
| David di Donatello                              | Rai 1 | 2 giugno 1990     | 2 giugno 1990     | Gabriella Carlucci                  | [ 29 ] |
| Fantastico 90                                   | Rai 1 | 6 ottobre 1990    | 5 gennaio 1991    | Pippo Baudo                         |        |
| Fantastico bis                                  | Rai 1 | 8 ottobre 1990    | 4 gennaio 1991    | Pippo Baudo, Nino Frassica          |        |
| Scommettiamo che...?                            | Rai 1 | 6 aprile 1991     | 8 giugno 1991     | Fabrizio Frizzi, Milly Carlucci     | [ 9 ]  |
| Fantastico                                      | Rai 1 | 5 ottobre 1991    | 6 gennaio 1992    | Raffaella Carrà, Johnny Dorelli     |        |
| Fantastico bis                                  | Rai 1 | 7 ottobre 1991    | 3 gennaio 1992    | Fabio Fazio, Eleonora Brigliadori   |        |
| Scommettiamo che...?                            | Rai 1 | 13 marzo 1992     | 23 maggio 1992    | Fabrizio Frizzi, Milly Carlucci     | [ 14 ] |
| Scommettiamo che...?                            | Rai 1 | 3 ottobre 1992    | 6 gennaio 1993    | Fabrizio Frizzi, Milly Carlucci     | [ 10 ] |
| Prove e provini a Scommettiamo che...?          | Rai 1 | 5 ottobre 1992    | 1º gennaio 1993   | Fabrizio Frizzi                     | [ 9 ]  |
| Luna di miele                                   | Rai 1 | 17 aprile 1993    | 26 giugno 1993    | Gabriella Carlucci                  | [ 14 ] |
| Scommettiamo che...?                            | Rai 1 | 2 ottobre 1993    | 6 gennaio 1994    | Fabrizio Frizzi, Milly Carlucci     | [ 5 ]  |
| Prove e provini a Scommettiamo che...?          | Rai 1 | 4 ottobre 1993    | 14 gennaio 1994   | Fabrizio Frizzi                     | [ 14 ] |
| Beppe Grillo                                    | Rai 1 | 25 novembre 1993  | 2 dicembre 1993   | Beppe Grillo                        |        |
| L'Oscar della Radio                             | Rai 1 | 19 gennaio 1994   | 19 gennaio 1994   | Myriam Fecchi                       |        |
| Al voto al voto                                 | Rai 1 | 1º febbraio 1994  | 22 febbraio 1994  | Lilli Gruber                        |        |
| I cervelloni                                    | Rai 1 | 21 aprile 1994    | 9 giugno 1994     | Paolo Bonolis                       | [ 9 ]  |
| Scommettiamo che...?                            | Rai 1 | 1º ottobre 1994   | 6 gennaio 1995    | Fabrizio Frizzi, Milly Carlucci     | [ 30 ] |
| Prove e provini a Scommettiamo che...?          | Rai 1 | 3 ottobre 1994    | 6 gennaio 1995    | Fabrizio Frizzi                     | [ 10 ] |
| Scommettiamo che...? Ragazzi                    | Rai 1 | 10 dicembre 1994  | 10 dicembre 1994  | Fabrizio Frizzi, Milly Carlucci     | [ 9 ]  |
| Seconda serata                                  | Rai 1 | 6 febbraio 1995   | 30 giugno 1995    | Alessandra Casella, Laura Laurenzi  |        |
| Sognando sognando                               | Rai 1 | 12 marzo 1995     | 4 aprile 1995     | Mino Damato                         |        |
| Scommettiamo che...?                            | Rai 1 | 7 ottobre 1995    | 6 gennaio 1996    | Fabrizio Frizzi, Milly Carlucci     | [ 11 ] |
| Prove e provini a Scommettiamo che...?          | Rai 1 | 9 ottobre 1995    | 5 gennaio 1996    | Fabrizio Frizzi                     | [ 5 ]  |
| Scommettiamo che...? Ragazzi                    | Rai 1 | 16 dicembre 1995  | 16 dicembre 1995  | Fabrizio Frizzi, Milly Carlucci     | [ 14 ] |
| Mille lire al mese                              | Rai 1 | 20 gennaio 1996   | 30 marzo 1996     | Pippo Baudo, Giancarlo Magalli      |        |
| Gran Casinò                                     | Rai 1 | 1º ottobre 1996   | 8 ottobre 1996    | Lino Banfi                          | [ 9 ]  |
| Le mie canzoni                                  | Rai 2 | 5 dicembre 1996   | 5 dicembre 1996   | Gianni Morandi                      |        |
| Per tutta la vita                               | Rai 1 | 16 gennaio 1997   | 22 maggio 1997    | Fabrizio Frizzi, Natasha Stefanenko | [ 9 ]  |
| La strana coppia                                | Rai 2 | 18 gennaio 1997   | 18 gennaio 1997   | -                                   | [ 33 ] |
| David di Donatello                              | Rai 1 | 20 aprile 1997    | 20 aprile 1997    | Milly Carlucci                      | [ 34 ] |
| Gran Casinò                                     | Rai 1 | 22 luglio 1997    | 19 agosto 1997    | Lino Banfi                          | [ 14 ] |
| Anteprima di Miss Italia                        | Rai 1 | 23 luglio 1997    | 25 agosto 1997    | Fabrizio Gatta                      |        |
| Fantastico Enrico                               | Rai 1 | 4 ottobre 1997    | 1º novembre 1997  | Enrico Montesano, Milly Carlucci    |        |
| Fantastico                                      | Rai 1 | 8 novembre 1997   | 6 gennaio 1998    | Giancarlo Magalli, Milly Carlucci   | [ 35 ] |
| Fantasticopiù                                   | Rai 1 | 6 ottobre 1997    | 1º gennaio 1998   | Milly Carlucci                      |        |
| Per tutta la vita                               | Rai 1 | 24 gennaio 1998   | 4 aprile 1998     | Fabrizio Frizzi, Romina Power       | [ 10 ] |
| Fantastica italiana                             | Rai 1 | 18 aprile 1998    | 21 giugno 1998    | Giancarlo Magalli                   | [ 5 ]  |
| David di Donatello                              | Rai 1 | 5 luglio 1998     | 5 luglio 1998     | Milly Carlucci                      | [ 36 ] |
| Per tutta la vita                               | Rai 1 | 9 gennaio 1999    | 24 aprile 1999    | Fabrizio Frizzi, Romina Power       | [ 5 ]  |
| Orgoglio coatto                                 | Rai 2 | 9 luglio 1999     | 9 luglio 1999     | Piero Chiambretti                   |        |
| Fammi sognare ancora (che domani c'è la scuola) | Rai 2 | 10 settembre 1999 | 10 settembre 1999 | Alessandro Greco                    |        |
| Scommettiamo che...?                            | Rai 1 | 11 novembre 1999  | 17 febbraio 2000  | Fabrizio Frizzi, Afef Jnifen        | [ 12 ] |

### Anni 2000
| Programma realizzato                                              | Rete                | Messa in onda     | Messa in onda    | Conduzione principale                             | Note   |
| Programma realizzato                                              | Rete                | Inizio            | Fine             | Conduzione principale                             | Note   |
| ----------------------------------------------------------------- | ------------------- | ----------------- | ---------------- | ------------------------------------------------- | ------ |
| Per tutta la vita                                                 | Rai 1               | 11 marzo 2000     | 3 giugno 2000    | Fabrizio Frizzi, Romina Power                     | [ 5 ]  |
| Il mondo è piccolo                                                | Rai 1               | 29 giugno 2000    | 29 giugno 2000   | Carlo Conti                                       | [ 37 ] |
| La grande occasione                                               | Rai 1               | 22 luglio 2000    | 22 luglio 2000   | Massimo Giletti                                   | [ 37 ] |
| Un pugno e una carezza                                            | Rai 1               | 29 luglio 2000    | 29 luglio 2000   | Alda D'Eusanio                                    | [ 37 ] |
| Inferno e paradiso                                                | Rai 1               | 5 agosto 2000     | 5 agosto 2000    | Giancarlo Magalli                                 | [ 37 ] |
| Domenica in                                                       | Rai 1               | 24 settembre 2000 | 27 maggio 2001   | Carlo Conti, Iva Zanicchi                         | [ 38 ] |
| I raccomandati                                                    | Rai 1               | 21 luglio 2001    | 21 luglio 2001   | Carlo Conti                                       | [ 37 ] |
| Telethon                                                          | Rai 1, Rai 2        | 14 dicembre 2001  | 16 dicembre 2001 | Milly Carlucci                                    | [ 39 ] |
| Mmmhh!                                                            | Rai 2               | 19 febbraio 2002  | 14 maggio 2002   | Lillo & Greg, Neri Marcorè, Rosalia Porcaro       |        |
| Per tutta la vita                                                 | Rai 1               | 2 maggio 2002     | 4 luglio 2002    | Fabrizio Frizzi, Roberta Lanfranchi               | [ 30 ] |
| Novecento                                                         | Rai 3               | 24 settembre 2002 | 3 dicembre 2002  | Pippo Baudo                                       | [ 14 ] |
| Telethon                                                          | Rai 1, Rai 2        | 13 dicembre 2002  | 15 dicembre 2002 | Milly Carlucci                                    | [ 35 ] |
| I raccomandati                                                    | Rai 1               | 14 gennaio 2003   | 27 febbraio 2003 | Carlo Conti                                       | [ 9 ]  |
| Novecento                                                         | Rai 1               | 27 marzo 2003     | 8 maggio 2003    | Pippo Baudo                                       | [ 10 ] |
| I raccomandati                                                    | Rai 1               | 25 settembre 2003 | 11 dicembre 2003 | Carlo Conti                                       | [ 14 ] |
| Cinquanta - Storia della TV di chi l'ha fatta e di chi l'ha vista | Rai 3               | 29 settembre 2003 | 15 dicembre 2003 | Pippo Baudo                                       |        |
| Telethon                                                          | Rai 1, Rai 2        | 12 dicembre 2003  | 14 dicembre 2003 | Milly Carlucci                                    | [ 40 ] |
| Una giornata particolare                                          | Rai 1               | 8 gennaio 2004    | 3 febbraio 2004  | Milly Carlucci                                    |        |
| Stasera pago io Revolution                                        | Rai 1               | 3 aprile 2004     | 26 maggio 2004   | Fiorello                                          |        |
| Parla con me                                                      | Rai 3               | 24 ottobre 2004   | 27 marzo 2005    | Serena Dandini                                    | [ 9 ]  |
| Bla, Bla, Bla.                                                    | Rai 2               | 11 aprile 2005    | 4 luglio 2005    | Lillo & Greg                                      |        |
| Dove osano le quaglie                                             | Rai 3               | 23 giugno 2005    | 30 giugno 2005   | Antonello Dose, Marco Presta                      | [ 10 ] |
| Domenica in...Maramao                                             | Rai 1               | 2 ottobre 2005    | 2 ottobre 2005   | Mara Venier                                       | [ 41 ] |
| Domenica in...TV                                                  | Rai 1               | 9 ottobre 2005    | 14 maggio 2006   | Mara Venier                                       | [ 42 ] |
| Telethon                                                          | Rai 1, Rai 2        | 16 dicembre 2005  | 18 dicembre 2005 | Fabrizio Frizzi, Milly Carlucci                   | [ 43 ] |
| Dammi il tempo                                                    | Rai 3               | 3 febbraio 2006   | 3 marzo 2006     | Ambra Angiolini                                   |        |
| La nostra storia - 25 anni con la Nazionale Italiana Cantanti     | Rai 1               | 4 maggio 2006     | 4 maggio 2006    | Gianni Morandi, Pupo, Enrico Ruggeri, Paolo Belli |        |
| Telethon                                                          | Rai 1, Rai 2        | 15 dicembre 2006  | 17 dicembre 2006 | Fabrizio Frizzi, Milly Carlucci                   | [ 44 ] |
| Ricomincio da qui                                                 | Rai 2               | 3 settembre 2007  | 13 giugno 2008   | Alda D'Eusanio                                    | [ 14 ] |
| Parla con me                                                      | Rai 3               | 14 ottobre 2007   | 27 aprile 2008   | Serena Dandini                                    | [ 5 ]  |
| Ricomincio da qui                                                 | Rai 2               | 8 settembre 2008  | 5 giugno 2009    | Alda D'Eusanio                                    | [ 10 ] |
| Annozero                                                          | Rai 2               | 25 settembre 2008 | 11 giugno 2009   | Michele Santoro                                   | [ 10 ] |
| Il grande gioco                                                   | Rai 2               | 19 giugno 2009    | 10 luglio 2009   | Pietrangelo Buttafuoco                            |        |
| Da Nord a Sud...e ho detto tutto!                                 | Rai 1               | 21 settembre 2009 | 5 ottobre 2009   | Vincenzo Salemme                                  |        |
| Grazie a tutti                                                    | Rai 1               | 8 novembre 2009   | 29 novembre 2009 | Gianni Morandi                                    |        |
| Telethon                                                          | Rai 1, Rai 2, Rai 3 | 11 dicembre 2009  | 13 dicembre 2009 | Fabrizio Frizzi, Milly Carlucci                   | [ 45 ] |

### Anni 2010
| Programma realizzato                     | Rete                | Messa in onda     | Messa in onda                    | Conduzione principale | Note          |
| Programma realizzato                     | Rete                | Inizio            | Fine                             | Conduzione principale | Note          |
| ---------------------------------------- | ------------------- | ----------------- | -------------------------------- | --------------------- | ------------- |
| I raccomandati                           | Rai 1               | 8 gennaio 2010    | 5 marzo 2010                     | Carlo Conti           |               |
| Santa Messa                              | Rai 1               | 24 gennaio 2010   | 24 gennaio 2010                  |                       | [ 46 ]        |
| Voglia d'aria fresca                     | Rai 1               | 27 aprile 2010    | 19 maggio 2010                   | Carlo Conti           |               |
| Non sparate sul pianista                 | Rai 1               | 4 settembre 2010  | 4 settembre 2010                 | Carlo Conti           | [ 37 ]        |
| TV Mania                                 | Rai 2               | 4 ottobre 2010    | 11 ottobre 2010                  | Simone Annichiarico   |               |
| Telethon                                 | Rai 1, Rai 2, Rai 3 | 17 dicembre 2010  | 19 dicembre 2010                 | Fabrizio Frizzi       | [ 47 ]        |
| Centocinquanta                           | Rai 1               | 16 marzo 2011     | 6 aprile 2011                    | Pippo Baudo           |               |
| Me lo dicono tutti!                      | Rai 1               | 7 maggio 2011     | 21 maggio 2011                   | Pino Insegno          | [ 9 ]         |
| Premio Bellisario                        | Rai 2               | 19 giugno 2011    | 19 giugno 2011                   | Massimiliano Ossini   | [ 48 ]        |
| Un minuto per vincere                    | Rai 1               | 4 settembre 2011  | 25 settembre 2011                | Max Giusti            | [ 9 ]         |
| Soliti Ignoti - Identità nascoste        | Rai 1               | 11 settembre 2011 | 18 febbraio 2012                 | Fabrizio Frizzi       | [ 30 ]        |
| Soliti Ignoti - Telethon                 | Rai 1               | 16 dicembre 2011  | 16 dicembre 2011                 | Fabrizio Frizzi       |               |
| Affari tuoi                              | Rai 1               | 19 febbraio 2012  | 7 giugno 2012                    | Max Giusti            | [ 49 ]        |
| Stracult - A casa di Marco Giusti        | Rai 2               | 23 aprile 2012    | 18 giugno 2012                   | Marco Giusti          | [ 50 ] [ 51 ] |
| Affari tuoi - Speciale Anni '80          | Rai 1               | 26 maggio 2012    | 26 maggio 2012                   | Max Giusti            |               |
| Premio Bellisario                        | Rai 2               | 6 giugno 2012     | 6 giugno 2012                    | Massimiliano Ossini   | [ 52 ]        |
| Affari tuoi - L'estate sta finendo       | Rai 1               | 12 settembre 2012 | 12 settembre 2012                | Max Giusti            |               |
| Affari tuoi                              | Rai 1               | 13 settembre 2012 | 2 giugno 2013                    | Max Giusti            | [ 53 ]        |
| Telethon                                 | Rai 1, Rai 2, Rai 3 | 14 dicembre 2012  | 16 dicembre 2012                 | Fabrizio Frizzi       | [ 48 ]        |
| Gazebo                                   | Rai 3               | 3 marzo 2013      | 19 maggio 2013                   | Diego Bianchi         | [ 9 ] [ 51 ]  |
| La guerra dei mondi                      | Rai 3               | 14 giugno 2013    | 5 luglio 2013                    | David Parenzo         |               |
| Stracult - A casa di Marco Giusti        | Rai 2               | 19 luglio 2013    | 6 settembre 2013                 | Marco Giusti          | [ 14 ] [ 51 ] |
| Affari tuoi                              | Rai 1               | 8 settembre 2013  | 30 maggio 2014                   | Flavio Insinna        | [ 54 ]        |
| Gazebo                                   | Rai 3               | 1º ottobre 2013   | 26 maggio 2014                   | Diego Bianchi         | [ 14 ] [ 51 ] |
| Stracult - A casa di Marco Giusti        | Rai 2               | 16 luglio 2014    | 5 settembre 2014                 | Marco Giusti          | [ 10 ] [ 51 ] |
| Affari tuoi                              | Rai 1               | 7 settembre 2014  | 30 maggio 2015                   | Flavio Insinna        | [ 39 ]        |
| Gazebo                                   | Rai 3               | 28 settembre 2014 | 19 giugno 2015                   | Diego Bianchi         | [ 10 ] [ 51 ] |
| Affari tuoi - Telethon                   | Rai 1               | 14 dicembre 2014  | 14 dicembre 2014                 | Flavio Insinna        |               |
| Affari tuoi - La fortuna bussa due volte | 7 febbraio 2015     | 7 febbraio 2015   |                                  |                       |               |
| Gli italiani hanno sempre ragione        | 3 luglio 2015       | 24 luglio 2015    | Fabrizio Frizzi                  |                       |               |
| Affari tuoi                              | 7 settembre 2015    | 28 maggio 2016    | Flavio Insinna                   | [ 35 ]                |               |
| Gazebo                                   | Rai 3               | 27 settembre 2015 | 6 giugno 2016                    | Diego Bianchi         | [ 5 ] [ 51 ]  |
| Affari tuoi - Telethon                   | Rai 1               | 20 dicembre 2015  | 20 dicembre 2015                 | Flavio Insinna        |               |
| Affari tuoi - Lotteria Italia            | 6 gennaio 2016      | 6 gennaio 2016    |                                  | Flavio Insinna        |               |
| Affari tuoi                              | 12 settembre 2016   | 17 marzo 2017     | [ 40 ]                           | Flavio Insinna        |               |
| Gazebo Social News                       | Rai 3               | 20 settembre 2016 | 3 febbraio 2017                  | Diego Bianchi         | [ 51 ]        |
| Gazebo                                   | Rai 3               | 23 settembre 2016 | 15 gennaio 2017                  | Diego Bianchi         | [ 30 ] [ 51 ] |
| Affari tuoi - Telethon                   | Rai 1               | 18 dicembre 2016  | 18 dicembre 2016                 | Flavio Insinna        |               |
| Affari tuoi - Lotteria Italia            | 6 gennaio 2017      | 6 gennaio 2017    |                                  | Flavio Insinna        |               |
| Soliti Ignoti - Il ritorno               | 20 marzo 2017       | 3 giugno 2017     | Amadeus                          | [ 9 ]                 |               |
| La vita in diretta Estate                | 19 giugno 2017      | 1º settembre 2017 | Benedetta Rinaldi e Paolo Poggio | [ 11 ]                |               |
| Soliti Ignoti - Il ritorno               | 25 settembre 2017   | 6 giugno 2018     | Amadeus                          | [ 14 ] [ 55 ]         |               |
| Chakra                                   | Rai 3               | 30 settembre 2017 | 6 novembre 2017                  | Michela Murgia        | [ 51 ]        |
| INsoliti ignoti                          | Rai 1               | 29 ottobre 2017   | 25 febbraio 2018                 | Amadeus               |               |
| Soliti ignoti - Telethon                 | Rai 1               | 23 dicembre 2017  | 23 dicembre 2017                 | Amadeus               |               |
| Soliti ignoti - Lotteria Italia          | Rai 1               | 6 gennaio 2018    | 6 gennaio 2018                   | Amadeus               |               |
| Soliti ignoti - Il ritorno               | Rai 1               | 17 settembre 2018 | 30 maggio 2019                   | Amadeus               | [ 10 ]        |
| Soliti ignoti - Telethon                 | Rai 1               | 22 dicembre 2018  | 22 dicembre 2018                 | Amadeus               |               |
| Soliti ignoti - Lotteria Italia          | Rai 1               | 6 gennaio 2019    | 6 gennaio 2019                   | Amadeus               |               |
| Povera patria                            | Rai 2               | 25 gennaio 2019   | 10 giugno 2019                   | Annalisa Bruchi       | [ 9 ] [ 51 ]  |
| Soliti ignoti - Special VIP              | Rai 1               | 9 marzo 2019      | 9 marzo 2019                     | Amadeus               |               |
| A raccontare comincia tu                 | Rai 3               | 4 aprile 2019     | 4 aprile 2019                    | Raffaella Carrà       | [ 56 ]        |
| Soliti ignoti - Il ritorno               | Rai 1               | 16 settembre 2019 | 30 giugno 2020                   | Amadeus               | [ 5 ] [ 57 ]  |
| Povera patria                            | Rai 2               | 23 settembre 2019 | 2 marzo 2020                     | Annalisa Bruchi       | [ 14 ] [ 51 ] |
| Soliti ignoti - Telethon                 | Rai 1               | 21 dicembre 2019  | 21 dicembre 2019                 | Amadeus               |               |

### Anni 2020
| Titolo                           | Emittente  | Messa in onda     | Messa in onda     | Genere                   | Conduzione                      | Puntate | Regia                | Note         |
| Titolo                           | Emittente  | Inizio            | Fine              | Genere                   | Conduzione                      | Puntate | Regia                | Note         |
| -------------------------------- | ---------- | ----------------- | ----------------- | ------------------------ | ------------------------------- | ------- | -------------------- | ------------ |
| Soliti ignoti - Lotteria Italia  | Rai 1      | 6 gennaio 2020    | 6 gennaio 2020    | game show                | Amadeus                         | 1       | Stefano Mignucci     |              |
| Patriae                          | Rai 2      | 10 marzo 2020     | 1º giugno 2020    | rotocalco, talk show     | Annalisa Bruchi                 |         |                      | [ 51 ]       |
| Da noi... a ruota libera         | Rai 1      | 29 marzo 2020     | 14 giugno 2020    | talk show                | Francesca Fialdini              |         |                      | [ 51 ]       |
| One World: Together at Home      | Rai 1      | 19 aprile 2020    | 19 aprile 2020    | musicale                 | Ema Stokholma e Fabio Canino    | 1       |                      | [ 51 ]       |
| Concerto del Primo Maggio        | Rai 3      | 1º maggio 2020    | 1º maggio 2020    | musicale                 | Ambra Angiolini                 | 1       |                      | [ 58 ]       |
| Eurovision: Europe Shine a Light | Rai 1      | 16 maggio 2020    | 16 maggio 2020    | musicale                 | Flavio Insinna e Federico Russo | 1       |                      | [ 51 ]       |
| Stracult Live Show               | Rai 2      | 7 settembre 2020  | 23 novembre 2020  | talk show                | Andrea Delogu e Fabrizio Biggio | 10      | David Emmer          | [ 51 ]       |
| Soliti ignoti - Il ritorno       | Rai 1      | 13 settembre 2020 | 6 giugno 2021     | game show                | Amadeus                         | 208     | Stefano Mignucci     |              |
| Soliti ignoti - Special VIP      | Rai 1      | 20 settembre 2020 | 20 settembre 2020 | game show                | Amadeus                         | 1       | Stefano Mignucci     |              |
| Soliti ignoti - Telethon         | Rai 1      | 19 dicembre 2020  | 19 dicembre 2020  | game show                | Amadeus                         | 1       | Stefano Mignucci     |              |
| Soliti ignoti - Lotteria Italia  | Rai 1      | 6 gennaio 2021    | 6 gennaio 2021    | game show                | Amadeus                         | 1       | Stefano Mignucci     |              |
| Ti sento                         | Rai 2      | 19 gennaio 2021   | 9 marzo 2021      | talk show                | Pierluigi Diaco                 | 7       | Luca Nannini         | 1ª edizione  |
| L'Italia con voi                 | Rai Italia | 2 marzo 2021      | 6 marzo 2021      | talk show                | Monica Marangoni                |         |                      | [ 51 ]       |
| Una pezza di Lundini             | Rai 2      | 20 aprile 2021    | 20 luglio 2021    | comico                   | Valerio Lundini                 | 15      | Fabrizio Cofrancesco | [ 51 ]       |
| Il pranzo è servito              | Rai 1      | 28 giugno 2021    | 10 settembre 2021 | game show                | Flavio Insinna                  | 53      | Valerio Fagioli      |              |
| Soliti ignoti - Il ritorno       | Rai 1      | 12 settembre 2021 | 5 giugno 2022     | game show                | Amadeus                         | 192     | Stefano Mignucci     | 11ª edizione |
| Ti sento                         | Rai 2      | 14 settembre 2021 | 2 novembre 2021   | talk show                | Pierluigi Diaco                 | 8       | Luca Nannini         | 2ª edizione  |
| Soliti ignoti - Special VIP      | Rai 1      | 18 settembre 2021 | 18 settembre 2021 | game show                | Amadeus                         | 1       | Stefano Mignucci     |              |
| Soliti ignoti - Telethon         | Rai 1      | 19 dicembre 2021  | 19 dicembre 2021  | game show                | Amadeus                         | 1       | Stefano Mignucci     |              |
| Soliti ignoti - Lotteria Italia  | Rai 1      | 6 gennaio 2022    | 6 gennaio 2022    | game show                | Amadeus                         | 1       | Stefano Mignucci     |              |
| Ti sento                         | Rai 2      | 12 aprile 2022    | 31 maggio 2022    | talk show                | Pierluigi Diaco                 | 8       | Luca Nannini         | 3ª edizione  |
| Imperfetti sconosciuti           | Rai 3      | 24 giugno 2022    | 31 luglio 2022    | talk show                | Cesare e Mia Bocci              | 6       | Andrea Apuzzo        |              |
| Sex                              | Rai 3      | 7 agosto 2022     | 12 settembre 2022 | talk show                | Angela Rafanelli                | 6       | Valerio Fagioli      |              |
| Soliti ignoti - Il ritorno       | Rai 1      | 12 settembre 2022 | 15 aprile 2023    | game show                | Amadeus                         | 164     | Stefano Mignucci     | 12ª edizione |
| Soliti ignoti - Telethon         | Rai 1      | 18 dicembre 2022  | 18 dicembre 2022  | game show                | Amadeus                         | 1       | Stefano Mignucci     |              |
| Soliti ignoti - Lotteria Italia  | Rai 1      | 6 gennaio 2023    | 6 gennaio 2023    | game show                | Amadeus                         | 1       | Stefano Mignucci     |              |
| Affari tuoi                      | Rai 1      | 10 settembre 2023 | 1 giugno 2024     | game show                | Amadeus                         | 227     | Stefano Mignucci     | 16ª edizione |
| Affari tuoi - Lotteria Italia    | Rai 1      | 6 gennaio 2024    | 6 gennaio 2024    | game show                | Amadeus                         | 1       | Stefano Mignucci     |              |
| La fisica dell'amore             | Rai 2      | 16 aprile 2024    | 1º maggio 2024    | divulgazione scientifica | Vincenzo Schettini              | 6       | Flavia Unfer         | 1ª edizione  |
| Affari tuoi                      | Rai 1      | 2 settembre 2024  |                   | game show                | Stefano De Martino              |         | Stefano Mignucci     | 17ª edizione |
| La fisica dell'amore             | Rai 2      | 10 settembre 2024 | 7 novembre 2024   | divulgazione scientifica | Vincenzo Schettini              | 9       | Flavia Unfer         | 2ª edizione  |
| Affari tuoi - Lotteria Italia    | Rai 1      | 6 gennaio 2025    | 6 gennaio 2025    | game show                | Stefano De Martino              | 1       | Stefano Mignucci     |              |
| Speciale Affari tuoi             | Rai 1      | 4 maggio 2025     | 4 maggio 2025     | game show                | Stefano De Martino              | 1       | Stefano Mignucci     |              |

## Controversie
Il 22 febbraio 2018, in seguito alla prematura morte di Bibi Ballandi, l'allora direttore generale dell'azienda Mario Orfeo, in accordo con l'ex presidente Monica Maggioni, comunicò (attraverso una nota ufficiale diffusa dall'Ufficio Stampa Rai) l'intenzione di dedicare ed intitolare il teatro al produttore, in quanto “dovuto omaggio a un grande uomo di spettacolo che ha sempre proposto programmi televisivi di qualità in piena sintonia con i valori del servizio pubblico”. A seguito del malcontento e delle polemiche che scaturirono da tale decisione, la proposta non ebbe però compimento e l'edificio ha mantenuto inalterata la sua storica denominazione.